# الروس في لبنان
الروس في لبنان هم أناس من أصول روسية ويقيمون في لبنان. معظمهم من النساء الروسيات المتزوجات من رجال لبنانيين الذين انطلقوا للدراسة في روسيا خلال موجة الشيوعية في السبعينيات والثمانينيات. يقيم معظم الجيل الروسي الأكبر سناً مع عائلاتهم في جنوب لبنان. يوجد عدد قليل من المطاعم ومتاجر الطعام الروسية في لبنان، لكن العديد من النساء الروسيات تعلمن إعداد أفضل الوجبات اللبنانية. لدى الجالية الروسية في لبنان كنيسة حيث يجتمع المجتمع بأكمله لممارسة القداس الأرثوذكسي يوم الأحد وتقع في المزرعة، بيروت.